# 小行星8475
小行星8475（英語：8475 Vsevoivanov）是一颗围绕太阳公转的小行星。1985年8月13日，尼古拉·切爾尼赫在克里米亚发现了此天体。
这颗小行星的绝对星等为266.09666等。